# Mireille (Vorname)
Mireille ist ein weiblicher französischer Vorname.

## Herkunft und Bedeutung
Der Name leitet sich von dem französischen Titel bzw. der Titelheldin der 1859 veröffentlichten okzitanischen Dichtung Mirèio des Dichters und Linguisten Frédéric Mistral ab. Mistrals Gedicht sowie Gounods Umsetzung selbigens als Oper 1864 popularisierten die Nutzung des Namens als Vornamen.
Mistral selbst äußerte sich zu der Frage, ob es den Vornamen bereits vor der Veröffentlichung seines Gedichtes gab, dahingehend, dass er diesen Vornamen oft in seiner Jugend hörte. Nach Mistral leitet sich der Vorname wie Marie von Miriam ab und stellt eine Provenzalisierung letzterens dar.
Eine andere Deutung leitet den Vornamen von dem okzitanischen Verb mirar (dt.: bewundern) ab.

## Varianten
- Mirela (albanisch)
- Mireia (katalanisch)
- Mirela, Mirica (kroatisch)
- Mirella (italienisch)
- Mirela (polnisch)
- Mirela (rumänisch)

## Bekannte Namensträgerinnen
- Mireille Astore (* 1961), libanesisch-australische Künstlerin und Autorin
- Mireille Balin (1909–1968), französische Schauspielerin
- Mireille Ballestrazzi (* 1954), französische Polizistin
- Mireille Barrière (* 1938), Schweizer Malerin
- Mireille Bousquet-Mélou (* 1967), französische Mathematikerin
- Mireille Darc (1938–2017), französische Schauspielerin
- Mireille Delannoy, französische Moderatorin
- Mireille Delunsch (* 1962), französische Opernsängerin
- Mireille Derebona-Ngaisset (* 1990), zentralafrikanische Mittelstreckenläuferin
- Mireille Drapel (* um 1950), Schweizer Badmintonspielerin
- Mireille Dumont (1901–1990), französische Politikerin
- Mireille Enos (* 1975), US-amerikanische Schauspielerin
- Mireille Flery (1907–1986), griechische Sängerin
- Mireille Parfaite Gaha (* 1994), ivorische Sprinterin
- Mireille Gigandet-Donders (* 1974), Schweizer Leichtathletin
- Mireille Gros (* 1954), Schweizer Künstlerin
- Mireille Guiliano (* 1946), französische Managerin und Autorin
- Mireille Hartuch (1906–1996), französische Sängerin, Komponistin und Schauspielerin
- Mireille Kanjinga, kongolesische Fußballschiedsrichterassistentin
- Mireille Knoll (1932–2018), französische Überlebende des Holocaust
- Mireille Kuttel (1928–2018), französischsprachige Schweizer Journalistin und Schriftstellerin
- Mireille Lagacé (* 1935), kanadische Cembalistin, Organistin, Pianistin und Musikpädagogin
- Mireille Laurent (1938–2015), französische Badmintonspielerin
- Mireille Lauze (1920–1945), französische Kommunistin
- Mireille Martin-Deschamps, französische Mathematikerin und Hochschullehrerin
- Mireille Mathieu (* 1946), französische Sängerin
- Mireille Christophe Michel-Lévy (* 1922), französische Mineralogin
- Mireille Miller-Young (* 1976), US-amerikanische Professorin für feministische Studien
- Mireille Mossé (1958–2017), französische Film- und Theater-Schauspielerin
- Mireille Ndiaye (1939–2015), senegalesische Verwaltungsjuristin
- Mireille Nguimgo (* 1976), kamerunische Sprinterin
- Mireille Ngosso (* 1980), österreichische Ärztin, Politikerin (SPÖ) und Aktivistin mit kongolesischen Wurzeln
- Mireille d’Ornano (* 1951), französische Politikerin
- Mireille Perrey (1904–1991), französische Theater- und Filmschauspielerin
- Mireille Perrier (* 1959), französische Film- und Theaterschauspielerin
- Mireille Sankatsing (* 1969), surinamische Leichtathletin
- Mireille Soria (* 1970), US-amerikanische Filmproduzentin
- Mireille Testanière (* 1949), französische Sprinterin
- Mireille Zindel  (* 1973), Schweizer Schriftstellerin